# Российская гастроэнтерологическая ассоциация
Росси́йская гастроэнтерологи́ческая ассоциа́ция (РГА) — общественное объединение специалистов в области гастроэнтерологии и смежных дисциплин: врачей, ученых, фармацевтов, преподавателей медицинских специальных и высших учебных заведений.
РГА — коллективный член Всемирной организации гастроэнтерологов (англ. The World Gastroenterology Organisation; WGO).
Официальный адрес: 119881, Москва, Погодинская ул., д. 1, стр. 1.

## Задачи и цели РГА
- пропаганда достижений гастроэнтерологии
- научно-методическая и практическая помощь в области гастроэнтерологии и смежных дисциплин
- внедрению в практику достижений науки и передового опыта в области гастроэнтерологии и другие.

## Руководство РГА
Президент РГА — академик РАМН В. Т. Ивашкин. Состав Президиума РГА: О. А. Алексеева, Е. К. Баранская, Е. В. Белобородова, Н. Л. Денисов, А. В. Калинин, А. В. Кононов, С. А. Курилович, М. А. Ливзан, И. В. Маев, С. Н. Маммаев, М. Ф. Осипенко, А. В. Охлобыстин, О. А. Саблин, Р. Г. Сайфутдинов, А. В. Ткачев, А. С. Трухманов (главный учёный секретарь), Ю. П. Успенский, В. В. Цуканов, С. А. Чернякевич, А. А. Шептулин.

## Издания
РГА является соучредителем (совместно с Российским обществом по изучению печени) Российского журнала Гастроэнтерологии, Гепатологии, Колопроктологии, входящего в список российских научных журналов, рекомендуемых ВАК Минобрнауки России для опубликования основных научных результатов диссертации на соискание учёной степени кандидата и доктора наук.
РГА издает рекомендации для пациентов и пособия для врачей по диагностике и лечению различных гастроэнтерологических заболеваний.

## Гастронедели, семинары, конференции и школы
РГА организует ежегодные общероссийские конференции для специалистов в области гастроэнтерологии, именуемые в соответствии с международными традициями «Российскими гастроэнтерологическими неделями» (в 2013 году проходит XIX Российская гастронеделя), проводит обучение в Национальной Школе гастроэнтерологов, гепатологов и организует сертификацию врачей-гастроэнтерологов, а также выступает организатором конгрессов, семинаров и конференций по различным проблемам гастроэнтерологии и смежным вопросам.

## Источник
- Официальный сайт РГА